# Owstonia pectinifer
 Owstonia pectinifer és una espècie de peix de la família dels cepòlids i de l'ordre dels perciformes.

## Distribució geogràfica
Es troba a l'Índic i a l'oest del Pacífic.